# 아리랑정보도서관
아리랑도서관은 서울특별시 성북구 돈암동 소재의 구립 도서관이다.

## 연혁
- 2004년 5월 4일 개관.